# Ciulnița Gară
Ciulnița Gară este o stație de cale ferată din satul Dragalina, Călărași, fiind singura gară din acest sat. Este un nod feroviar, fiind situată la intersecția magistralei CFR 800 cu linia Slobozia - Călărași (calea ferată 802).